# Virrey de Kush
| sw | zA | n | k · S | T14 | N25 |

| sw | zA | n | k · S | T14 | N25 |

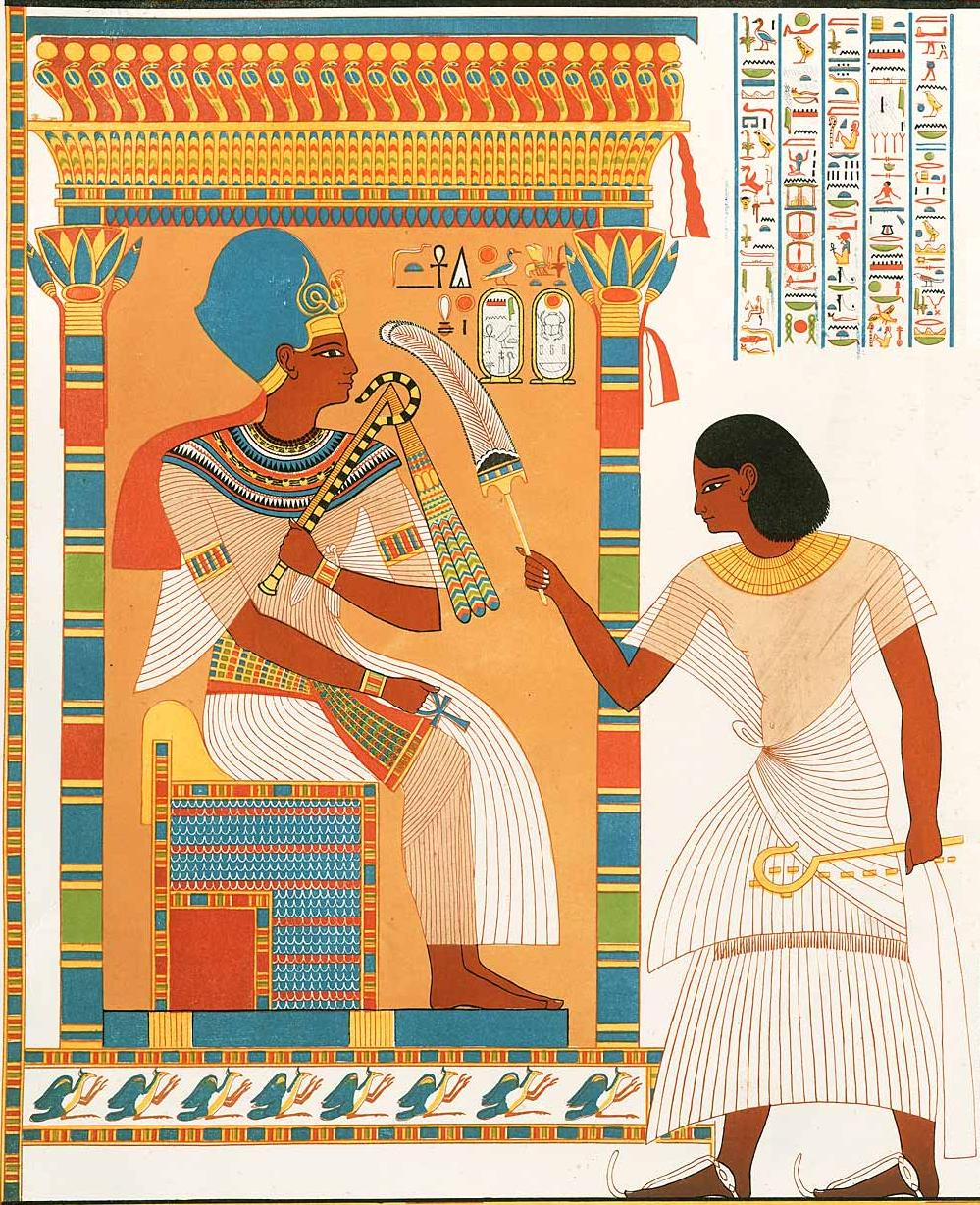
Amenhotep Hijo del rey en Kush ante Tutanjamón

El virrey de Kush o Príncipe de Kush (Nubia), que llevaba los títulos de Hijo del rey en Kush y Guardián de las Tierras de Oro del Señor de las Dos Tierras, era uno de los funcionarios más importantes en la administración real de Egipto durante el Imperio Nuevo y la primera mitad del tercer periodo intermedio y el tercer cargo en importancia tras el de los chatys del Bajo y Alto Egipto, que dependía directamente del faraón. El cargo aparece con la anexión de esta región por los faraones de la dinastía XVIII. Durante el tercer periodo intermedio es discutible si el cargo implicaba una función era real o sólo se concedía como título honorífico.
A veces era un miembro de la familia real quien detentaba esta posición, similar a la de gobernador de una provincia, que estaba estrechamente vinculada con el ejército que controlaba esta región, escenario de frecuentes rebeliones y de las posteriores expediciones de castigo, y cuya misión era asegurar las rutas comerciales y el acceso a las minas de oro de la región, las dos fuentes económicas del imperio egipcio en ese momento.
El virrey tenía su sede en Aniba, en la Baja Nubia. La zona bajo su gobierno incluía toda la Nubia conquistada (hasta la cuarta catarata del Nilo), y también zonas del sur de Egipto. La mayoría de virreyes del Imperio nuevo tienen sus tumbas en la necrópolis de Tebas.
Egipto extendió luego su influencia más allá de la cuarta catarata, y en esas zonas fue descartado dicho sistema de gobierno. Fuera de Kush, en otras partes del imperio bajo control egipcio, la administración faraónica simplemente promovía a los reyes locales en una especie de protectorado, aunque el virrey de Kush mantenía el título de Cabeza de los países extranjeros del sur.
Con la inestabilidad política, los virreyes se independizaron creando un reino con capital en Napata, origen de la dinastía XXV, los llamados faraones negros o faraones kushitas. En 747 a. C. Alara conquistó territorio egipcio hasta la tercera catarata, y Pianjy llegó hasta el Bajo Egipto.